# Golovec
za druge pomene glej Golovec (razločitev)
Golovec je gozdnata vzpetina jugovzhodno od centra Ljubljane. Njegov najvišji vrh je Mazovnik (450 m), nekoliko nižji Črni hrib (440/442 m), vrh Golovca najbližje Ljubljani (tudi Luknje, med Štepanjo vasjo, Rakovnikom in Observatorijem - 431/438 m), vrh Golovec (413 m) nad Galjevico med Rakovnikom in Rudnikom, Zeleni hrib (354 m) nad Rakovnikom oz. streliščem, Hruševski hrib (408 m) nad Hrušico, Bizoviški hrib (363 m) nad Bizovikom itd. 
Golovec predstavlja nadaljevanje Rožnika in Grajskega griča, ter je sestavni del litijske antiklinale oz. Posavskega hribovja, ki se v grebenu proti vzhodu nadaljuje z vasjo Orle oz. hribom Hrastovec (408 m) južno od nje, Molnikom (582 m) in Pugledom (615 m), severneje pa ležijo Dobrunjski hrib (429 m), Breznik (384 m) ter Sveti Urh (342 m) in Zadvorski hrib (401 m) ter v dolini manjši, a relativno strm grič Marenček (415 m). 
Golovec se razprostira na 650 hektarjih, od tega jih 635 (oz. 675) prekriva gozd (rdeči bor in smreka, v osrednjem delu še bukev), ki se razteza od Grubarjevega prekopa do mesta, ki ga zaznamuje avtocestni obroč okoli Ljubljane. Zaščiten je kot območje gozdov s posebnim namenom. Velja za rekreacijsko in sprehajalno območje Ljubljančanov - Mestni gozd Golovec, ni pa razglašen za krajinski park. V ravninskem delu Ljubljanskega polja je gozdov zaradi urbanizacije in kmetijstva malo.
Po njem je dobila ime ljubljanska Četrtna skupnost Golovec. Skozenj poteka dvocevni tripasovni avtocestni predor Golovec, odprt leta 1999.
Na Golovcu stoji Astronomsko-geofizikalni observatorij Golovec (AGO), ki je bil dograjen leta 1959.

## Geološke in geografske značilnosti
Matično kamnino Golovca sestavljajo kremenov peščenjak, črni in glinasti skrilavec in lapor ter zelo malo apnenca (5%). Na takšni podlagi so se razvila distrična rjava tla, ki so močno zakisana (pH med 4 in 5), na kar poleg podlage vpliva tudi razkroj iglic.
Na njem izvira več potokov. Največja, Bizoviški in Dolgi potok, se izlivata v Ljubljanico. Na Rakovniku sta Veliki in Mali bajer.
Golovec z Rožnikom tvori ljubljanska vrata in je tako vplival na poselitev. Skupaj z grajskim gričem (oba del Posavskega hribovja) in Polhograjskim hribovjem deli obsežno ravnino na Ljubljansko polje in Ljubljansko barje.
Pobočni vetrovi z Golovca, ki se pojavljajo zlasti ponoči, so usmerjeni proti nižjim legam in so pomembni za obnovo zraka v mestu.

## Vodovod in kanalizacija
V 3. stoletju n. št. je bil od Golovca speljan vodovod, ki je napajal predmestje Emone ob vznožju grajskega griča. V poznih tridesetih letih dvajsetega stoletja so ob Hradeckega cesti pot na Golovec razširili in kanalizirali. Leta 2013 je JP Vodovod-Kanalizacija obnovil vodovod in kanalizacijo po Poti na Golovec.

## Vojna zgodovina in vojaškogeografske značilnosti
Francoska vojska je leta 1808 utrdila grajski grič in Golovec. Žiga Zois je v pismu decembra tega leta poročal, da je tam vse polno bastij, redut, baterij in magacinov. Leta 1813 naj bi Avstrijci v napadu na Francoze z Golovca streljali na ljubljanski grad in podrli stolp piskačev, ki je stal na skrajnem južnem vogalu bastije pod palacijem. Po drugih, enako verjetnih razlagah, so ga podrli Francozi med zasedbo gradu ali preurejanjem le tega v vojašnico in vojaško bolnišnico. Med 2. svetovno vojno, februarja 1942, je bila tudi čez Golovec speljana bodeča žica, na katero spominja Pot spominov in tovarištva.
Golovec je zemljišče IV. kategorije, oklepno neprehoden in omogoča premik oklepnih enot le po obstoječih komunikacijah.
Na neoglejenih in srednje oglejenih prsteh ob strugah potokov in hudournikov je zaradi večje vlažnosti nosilnost tal majhna in s tem prehodnost zmanjšana. Tla so ob večji vlažnosti lepljiva, drugače pa trda. Talna voda in podtalnica se pojavljata blizu ali na površju. Globina vkopavanja je več kot 2 metra. Na kislih rjavih tleh ni vpliva na premike vozil, talna voda in podtalnica nista prisotni, globina vkopavanja pa je med 50 in 60 centimetri.
V gozdu bukve in rebrenjače so maskirne razmere ugodne od aprila do novembra, drugače pa se delno poveča vidljivost in možnost opazovanja, ter s tem možnost nadzora območja iz zraka in zemlje. Izven obstoječih poti so premiki vozil onemogočeni. Razdalje med krošnjami niso večje od njihovih premerov, ponekod se prepletajo. V večslojnem gozdu krošnje tvorijo dva ali več višinskih slojev, kar otežuje preglednost in prehodnost, vključno za pehoto. V enoslojnem gozdu so drevesne krošnje iste višine. Maskirne razmere so slabše, kot v večslojnem gozdu, boljše pa so razmere za prehodnost in preglednost.
V gozdu rdečega bora in borovnice je gozd mešan, vendar prevladujejo iglavci, ki nudijo maskirne razmere vse leto. Premik vozil je omejen na obstoječe poti.

## Flora in favna

### Živalstvo
Golovec je bil eno izmed območij lova na šoje, vrane, kavke, krokarje, srake in kragulje, ki je zamrl po letu 1941. Med kongresom Svete alianse leta 1821 v Ljubljani je cesar Franc I. na Golovec hodil lovit ptice. Leta 1925 je ljubljansko mestno lovišče obsegalo precejšen del Golovca.
Populacija divjega petelina je izumrla na začetku 20. stoletja, gozdni jereb pa se je ohranil do konca 20. stoletja. Skobec verjetno gnezdi tudi na Golovcu, kjer se je že bila invazija krivokljuna, ki se zgodi, ko se ptice iz severnih gnezdišč po letih obilnega obroda smeke, ki mu sledi leto slabega obroda, v velikem številu pojavijo na jugu.
Živali so na Golovcu vedno živele, jih pa to območje privlači, ker se njihovo življenjsko območje zunaj mest krči, v mestih pa je veliko hrane. Dostopa jim ljubljanska obvoznica ne omejuje, saj je npr. predor Golovec pri razcepu Malence precej širok. Leta 2007 so na Golovcu opazili medvede, ki v gozdove znotraj obvoznice zelo redko zaidejo. Leta 2008 je na Golovcu stalno živelo okoli 30 divjih prašičev (sedem vodečih svinj s 15 mladiči in še vsaj eno skupina lanščakov, živali v drugem letu starosti), kar je glede na rekreativne aktivnosti in okoliško poseljenost veliko. Po besedah lovcev ta vrsta poleg sivih vran in šoj predstavlja problem zaradi povzročanja škode in nesreč. Po odloku iz leta 2004 znotraj avtocestnega obroča niso smeli opravljati odstrela. Danes se na Golovcu lahko strelja le v določeni meri in pod posebnimi pogoji in sicer divjega prašiča zaradi škode, srnjad zaradi povozov in lisice zaradi vdorov v kurnike. Na Golovcu biva tudi jazbec.

### Rastlinstvo
Golovec sodi med t.i. zelene kline Ljubljane, ki so osnovni gradniki zelenega sistema in nosilci cele vrste ekoloških, socialnih in estetskih funkcij v mestu. Njegovi gozdovi varujejo pitno vodo, ščitijo pred poplavami z zadrževanjem vode in zmanjšujejo erozijo tal na strmih pobočjih.
Na pobočju pri naselju Bizovik, vzdolž bizoviškega potoka, prevladuje združba rdečega bora in borovnice (rdeči bor, navadna smreka, pravi kostanj, graden, navadna breza), mešan gozd večinoma srednje rasti (premer debel: 20-30 cm, višina 18-20 cm), ki je gost, večslojen na spodnjih pobočjih, drugače pa večinoma enoslojen.
Drugje prevladuje združba bukve in rebrenjače (bukev, graden, pravi kostanj, navadna smreka, rdeči bor, bela jelka, navadna breza), mešan gozd večinoma srednje rasti (premer debel: 20-40 cm, višina 18-25 cm), ki je gost, večslojen na spodnjih pobočjih, drugače pa večinoma enoslojen.
V žledolomu leta 2014 so bili golovški gozdovi nekoliko manj poškodovani, kot tisti v Tivoliju, na Šišenskem hribu in grajskem griču. Na delu, ki je bil še posebej uničen, so izvedli vedutno sečnjo in obiskovalcem odprli pogled na Ljubljansko barje in Krim.

### Pogozdovanje in pozivi k zaščiti
Sredi devetnajstega stoletja je bil Golovec gol in neobdelan. Na nekem predelu v lasti mesta so lončarji pridobivali pesek. Leta 1859 je mestni magistrat kmetijski družbi odgovoril, da se pogozdovanje utegne kmalu začeti. Leta 1884 je J. Hribar, načelnik odseka za olepšavo mesta, podal predlog za ozelenitev Golovca. Strokovnjaki so računali so na to, da bi lahko z delom zaključili v treh letih. Na začetku 20. stoletja je neki posestnik opravil golosek in bila je izražena bojazen, da Golovec vrne v prejšnje stanje. Med drvarji na črno so bili večinoma ženske in otroci. Leta 1906 so pripadniki 17. pešpolka na zasebnem zemljišču brez dovoljenja pulili mlada drevesa za nasade pri vojašnici. Leta 1920 je Slovenski narod opozoril na slabo stanje privatnih gozdov na Golovcu in Rožniku, ki sta jih uničevala nelegalna sečnja in pretirana izraba stelje s strani lastnikov samih. Leta 1938 je Slovenski narod ob gradnji novih hiš in širjenju ceste na Golovec ob Hradeckega cesti opozoril, da ni jasne meje, do kam se mesto lahko širi, kar lahko pomeni počasno uničenje gozda. Po letu 1941 so bili nekateri gozdovi močno izsekani, posebej na Golovcu, Rožniku na Bokalcah.
Občinski svet je leta 1933 sklenil, da se izvaja načelo nezazidljivosti Golovca, grajskega griča in Rožnika. Leta 1934 je na predlog prof. Plečnika mestna občina v sporazumu z bansko upravo zaščitila Golovec, grajski grič in Rožnik pred gradnjo in nedovoljenim sekanjem z izjemo del mestne vrtnarije, ki je delovala po Plečnikovih navodilih. Leta 1939 je bil Golovec zaščiten pred gradnjo razen vznožja vzdolž Hradeckega ceste, Dolenjske ceste, odobrene parcelacije v Rakovniku, ob cesti na Orle in že zazidanih parcel.

### Onesnaževanje
V osemdesetih letih dvajsetega stoletja je bil omenjen problem velikega števila divjih smetišč.
Civilna iniciativa je leta 2008 nasprotovala načrtom gradnje ceste med Štepanjo vasjo in Rudnikom, ki bi z obliko črke Y obkolila naselje Na gmajni in presekala zelene površine na Golovcu. V ta namen je vzpostavila spletno stran in zbirala podpise podpore predlogu ceste, ki bi potekala skozi predor od križišča Kajuhove z Litijsko cesto do Rudnika.
Pohodniki se v izogib gneči odločajo za brezpotja, s čimer prispevajo k t. i. pótni eroziji, načeta pot pa privabi še več ljudi. Zaradi tega je na Golovcu veliko poti, ki so si tudi zelo blizu. Problem predstavlja tudi spuščanje psov, saj si tudi ti radi izberejo neokrnjen teren in tako prispevajo k uničevanju vegetacije in sekanju življenskega prostora živali, ki si želijo imeti mir in se zato umikajo v bolj oddaljene dele gozda. Okolje je torej tam, kjer se ljudje rekreirajo, bolj okrnjeno. Golovec je v primerjavi z Rožnikom in grajskim gričem videti manj onesnažen zaradi večje površine, manjše gostote rekreativcev na vsakem delu vzpetine in večje oddaljenosti od centra Ljubljane.
Ob obnovi opreme leta 2021 je ljubljanska občina izrazila željo, da obiskovalci na novih klopeh in mizah, ki stojijo na Poti spominov in tovarištva ter drugod, ne bi izvajali športnih aktivnosti, ker povzročajo umazanijo in tako odvračajo ljudi od uporabe.

## Lastništvo in upravljanje zemljišč
Leta 1858 je Ljubljana s prodajo Golovca po delih skušala rešiti finančne težave. Na to so se pritožili nekateri posestniki iz Poljan in Štepanove vasi. Mestni ekonomist Podkrajšek jim je oporekal z dokumentom s podpisom Karla VI. z 29. novembra 1725.
Danes imata 14 odstotkov v lasti Mestna občina Ljubljana in država, ostalo pa 450 lastnikov in solastnikov (po drugih podatkih 361 lastnikov in 848 solastnikov). Zaradi majhnih parcel in nepovezanosti je gospodarjenje oteženo in premalo učinkovito.

## Aktivnosti na prostem
Golovec po občinski anketi iz leta 2018 obiskujejo tekači, pohodniki, sprehajalci psov, družine, kolesarji in kolesarji z downhill kolesi ter vrtčevski otroci.
Ob vznožju je fitnes na prostem. Kolesarjenje po golovškem odseku Poti spominov in tovarištva je prepovedano. Na Golovcu sta dva gorskokolesarska poligona. Urejanje poti za gorske kolesarje ovirata neustrezna zakonodaja in razdrobljeno lastništvo.
V bližini odcepa za observatorij je pitnik. Leta 2014 so postavili novega.
Leta 2021 je Mestna občina Ljubljana v okviru evropskega projekta URBforDAN na Golovcu, ki je bil testno območje, postavila informativne, označevalne in usmerjevalne table, lesene klopi, mize in podesta ter več učnih točk (med njimi sta vitrina za predstavitev avtohtonih drevesnih vrst na Golovcu in gozdni planetarij). Projekt je vreden 690.522 evrov, Evropska unija je prispevala 586.943,86 evrov.

### Gozdna učna pot Golovec
Krožna pot je dolga približno kilometer in pol ter ima 10 stojišč. Logotip veverice je bil izbran na natečaju. Najbližje izhodišče so Poljane.
Pripravili so jo učenci in učitelji Osnovne šole Poljane v sodelovanju z Zavodom za gozdove, ljubljansko občino in Ministrstvom za šolstvo, znanost in šport (pridobitev dovoljenj in materiala za postavitev označevalnih in začetne panoramske table, načrtovanje poti). Izdelali so spletno stran, delovni zvezek in zgibanko. Vsebinski del je pripravil biološki krožek, nekaj gradiva pa so pripravili tudi pri pouku geografije. Pri tehničnem pouku so izdelali označevalne table z logotipom poti. Pri izdelavi spletne strani so preizkušali učni načrt pouka računalništva za devetletko.

### Zimski športi
Teren do Orel je bil označen kot primeren za smučarje začetnike. Leta 1924 je Turistovski klub Skala na Golovcu organiziral smučarsko tekmo za najmlajše. Smučarski klub Športnega društva Krim z Rudnika je prvi smuk organiziral leta 1935. Smučanje je bilo dovoljeno le izven urejenih sprehajališč in pod pogojem, da se ne uničuje rastlinja. Pred 2. svetovno vojno je SK Korotan večkrat organiziral smuk z vrha Golovca proti rakovniškim jezercem. Proga je bila dolga približno 1 km.
Pred 2. svetovno vojno sta bili pod Golovcem zgrajeni dve skakalnici. Prvo od njih je leta 1931 postavila »Ljubljana« na Rakovniku in je dovoljevala skoke do 25 metrov. Za Žerjavcovim bajerjem je leta 1994 še stala ena.
Na zaton zimskih dejavnosti so vplivale suhe in mile zime.

## Poti, ceste in obeležja
- V smeri sever - jugozahod, preko Črnega hriba (443 m), sta speljana Pot spominov in tovarištva ter vozna makadamska cesta London - Spodnja Hrušica.
- V smeri zahod - vzhod, preko Mazovnika in Črnega hriba, potekata Jakobova pot in Slovenska turnokolesarska pot.[60]
- Med Rakovnikom in Zgornjo Hrušico poteka Srčna pot.[60]
- Preko Mazovnika se je mogoče po pešpoti ali gozdni cesti podati vzhodno, do vasi Orle.

Leta 1935 so salezijanci z donatorji postavili drugi evharistični križ, ki je bil visok 15 metrov in je stal nad rakovniško cerkvijo. Blagoslovil ga je ravnatelj salezijanskega zavoda. Oba sta bila razsvetljena z žarnicami.

## Dostop
Na Golovec vodi veliko poti. S severne strani se lahko nanj odpravimo iz Štepanjskega naselja (mestne avtobusne linije št. 5, 9, 13), Hrušice ali Bizovika (mestna avtobusna linija št. 24), z južne strani pa iz Rakovnika ali Rudnika (mestne avtobusne linije št. 3, N3, 3B, N3B in integrirana linija 3G). 
Najbližje izhodišče iz centra mesta so Poljane na zahodni strani vzpetine. Tu Golovec ločita od mesta Gruberjev kanal, preko katerega vodijo dva mostova in Hradeckega cesta. Od nje se odcepi Pot na Golovec, ki po slabem kilometru konča pri observatoriju.
Ljubljanska občina je postavila zapornici na Rakovniku ob Poti k ribniku ter na začetku gozdne ceste v dolino Konjščica, ki se nahaja med Zadvorskim in Dobrunjskim hribom. Obiskovalce želi odvrniti od prihoda z avtomobilom, saj meni, da je Golovec primerno dostopen z mestnimi avtobusi in kolesi.

## V medijih
Ljubljanski župan in poslovnež Zoran Janković v svojih nastopih rad ponavlja zgodbe o sprehodih po Golovcu.